# Acanthonia echinoides
Ordre
Famille
Sous-famille
Genre
Espèce
Acanthonia echinoides est une espèce de Radiolaires de la classe des Acantharia.

## Répartition
L'espèce a été collectée dans l'Atlantique Nord.

## Systématique
Le nom valide complet (avec auteur) de ce taxon est Acanthonia echinoides (Claparède & Lachmann, 1858) Haeckel, 1881. L'espèce a été initialement classée dans le genre Acanthometra sous le protonyme Acanthometra echinoides. L'espèce est mentionnée par Ernst Haeckel en 1887.